# سیل‌بند تونسا
سیل‌بند تونسا (به انگلیسی: Taunsa Barrage) یک سد در پاکستان است که در پنجاب، پاکستان واقع شده‌است.